# Hinterladerofen

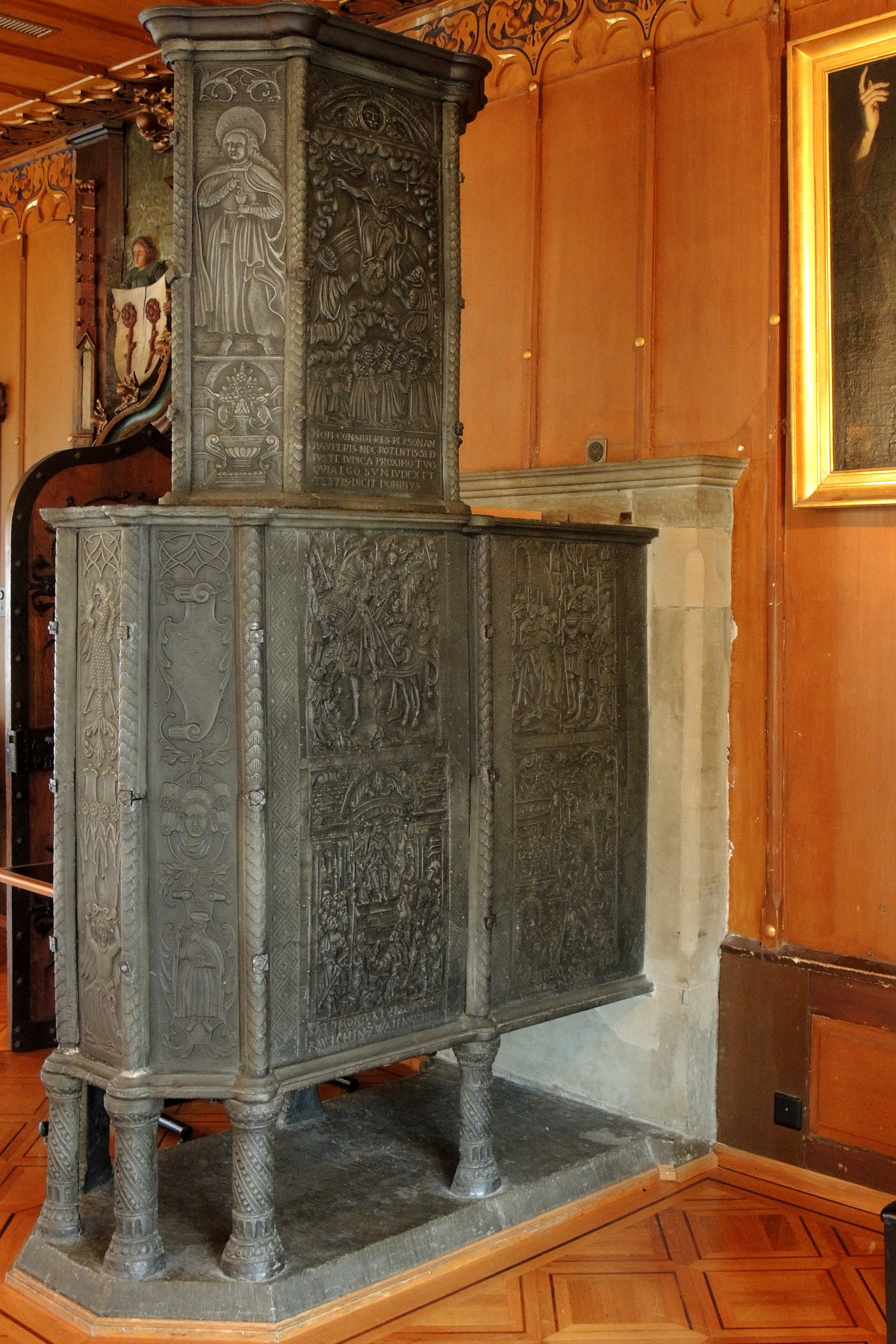
Plattenofen mit Hinterladerbefeuerung im Rathaus Rapperswil / Schweiz

Der so genannte Hinterladerofen ist ein Ofen, dessen Befeuerung nicht im Aufstellungsraum, sondern in einem Nebenraum stattfindet.
Diese Betriebsart von Öfen entwickelte sich ab dem 15. Jahrhundert um den beheizten Wohnraum frei von Rauch, Feuermaterial und Schmutz zu halten. Zudem konnte so die Befeuerung von Bediensteten erledigt werden, ohne dass diese den Raum betreten mussten.
Der geschlossene Ofen hatte gegenüber dem offenen Kamin oder gar dem Rauchabzug über ein Loch im Dach den Vorteil eines rauchfreien Hauses – ansonsten war das gesamte Haus von Rauch durchzogen und musste ständig gelüftet werden. Noch im Jahr 1945 hatten sogenannte Rauchhäuser von Kleinbauern und Häuslingen keinen Schornstein. Der Einbau eines Schornsteins brauchte bis zur Jahrhundertwende um 1900 fast zwei Jahrhunderte, um sich durchzusetzen. Rauchfänge, die über das Dach hinausragten, wurden erst im 19. Jahrhundert gesetzlich vorgeschrieben.
Als Hinterladeröfen werden heutzutage meist nur noch Kachelöfen gebaut. In den vergangenen Jahrhunderten waren es entweder gemauerte Ziegel-, Kachel- oder Lehmöfen, ab dem 16. Jahrhundert waren dann auch eiserne Plattenöfen teils als Hinterlader konstruiert.

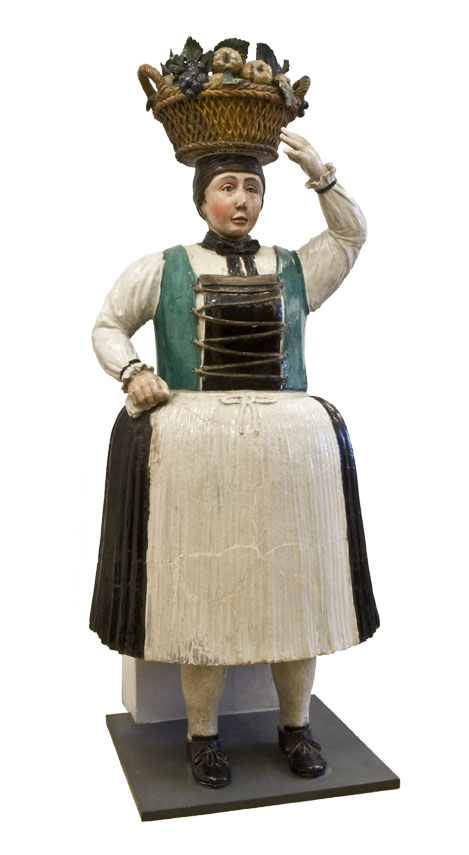
Ofenbäuerin – Der Figurenofen im Österreichischen
Museum für Volkskunde wird nach seiner Befeuerungstechnik „Hinterladerofen“ genannt.

## Geschichte
Die Bohlenstube in Jena aus dem Jahr 1430 ist eine der ältesten erhaltenen Stuben. Hier stand ein sogenannter Hinterladerofen, der vom Haus aus beheizt wurde, dessen Rauch aber ins Haus abzog. Die Stube war damit der einzige rauchfreie Raum im Haus.

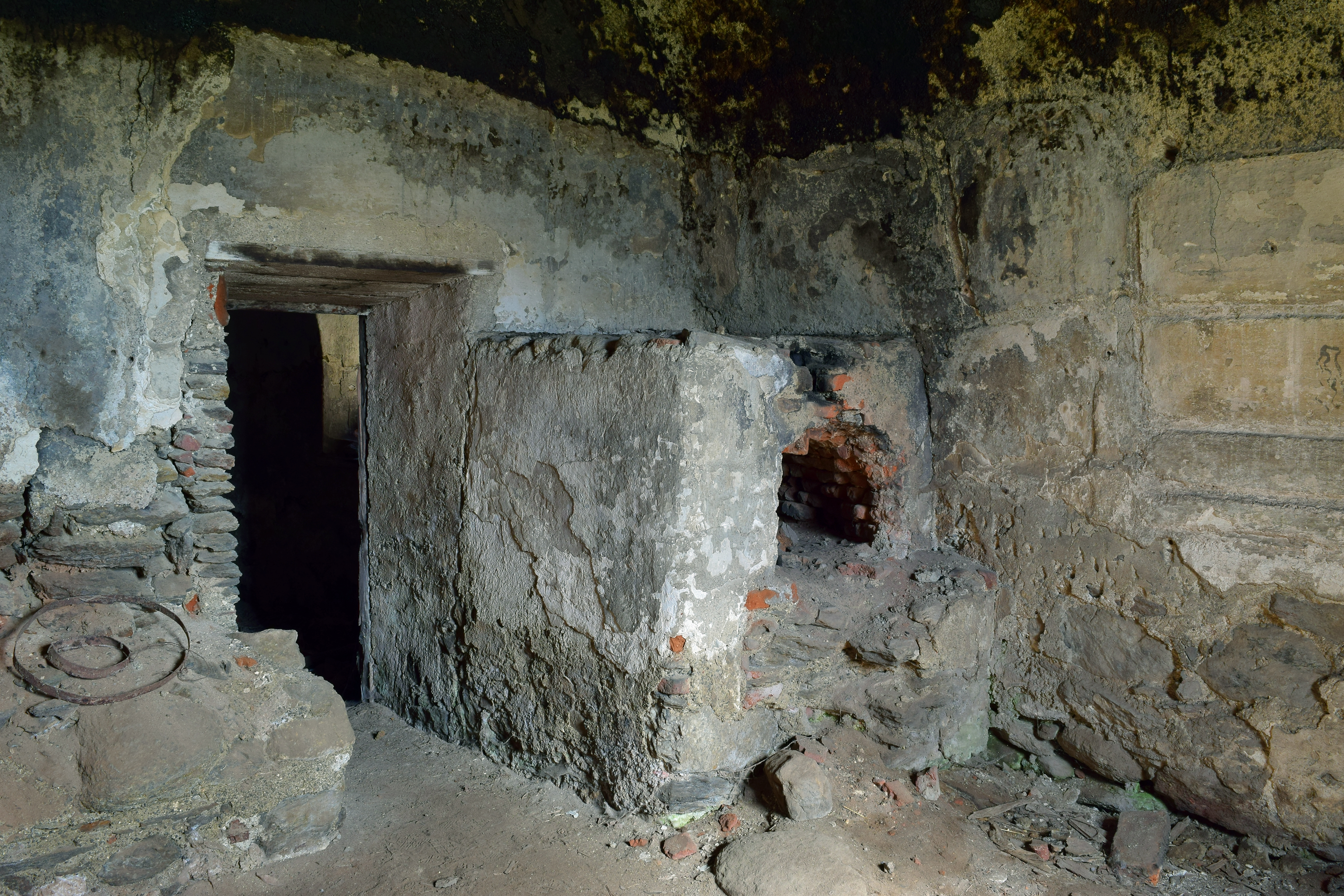
Unterzeiring – Schloss Hanfelden – Hinterladerkachelofen

Der Arzt Hippolytus Guaroninius hingegen lobte, dass Die hochsinnig Teutsch Nation als solchen Weg und Mittel erfunden, daß kein Holtz, Dampf, Rauch noch Geruch, er sei gut oder böß den Menschen schaden, ja gar nicht berüren, der Mensch aber dannoch der guten und annehmlichen werme deß Feuers gar füglich und lustig genießen kan, nemblich den Ofen, dessen Thür, Heytz- oder Feuerloch in der Kuchen, und der Rauch durch den Kämmich verfleucht, der Ofen aber erhitzt und die ganz Stuben mit annemblicher werme begabt, und die Menschen also von der groben und rau(c)hen Kälte beschützt werden.
Weiterhin schrieb Hippolytus Guarinonius von den „wälschen Kaminen und ihren Kämmern“: ob sie wohl der Teutschen Stuben verlachen, jedoch wenn sie einmal hinein kommen, so kann sie niemand vom Ofen noch aus der Stuben bringen, ….
Deutsche Auswanderer nahmen im 18. Jahrhundert ihre Plattenöfen nach Pennsylvanien mit (englisch: closed stoves – geschlossene Öfen, oder five-plate stoves – Fünfplattenofen). Den englischstämmigen Amerikanern waren diese deutschen Öfen suspekt, sie befürchteten eine schlechte Lüftung der Stuben oder, dass die Bewohner vergessen könnten das Feuer zu schüren, wenn es nicht sichtbar sei. Obwohl die Hinterladeröfen der Mennoniten und Amischen effizient und Heizmaterial-sparend waren, wurden sie von den Engländern weitgehend abgelehnt, da sie das offene Feuer liebten.